# Ensenada de Luisa
Ensenada de Luisa (en inglés: Lively Sound) es una bahía del sector este de la isla Soledad del archipiélago de las Malvinas, que según la Organización de las Naciones Unidas (ONU), está en litigio de soberanía entre el Reino Unido, quien la administra como parte del territorio británico de ultramar de las Malvinas, y la Argentina, quien reclama su devolución, y la integra en el departamento Islas del Atlántico Sur de la provincia de Tierra del Fuego, Antártida e Islas del Atlántico Sur.
Esta ensenada se encuentra al sur del seno Choiseul, entre Rincón Caleta Foca y la costa sudoeste de la Bougainville.

## Historia
Durante la guerra de las Malvinas, en las aguas de esta ensenada que separa la isla Boungainville de la isla Soledad, el 23 de mayo de 1982, se libró un combate naval menor entre el ARA Monsunen de la Argentina y las fragatas británicas HMS Brilliant y HMS Yarmouth.